# Othelosoma
Othelosoma ist eine Gattung der Landplanarien, die in Afrika und Indien gefunden wurde.

## Merkmale
Individuen der Gattung Othelosoma haben einen länglichen, abgerundeten Körper, der zum Vorderende stumpf ist. Sie besitzen im Allgemeinen nur zwei Augen.
Zum Kopulationsapparat gehört ein permanenter Penis. Die Bursa copulatrix ist groß und über zwei Kanäle mit dem Atrium genitale verbunden.

## Arten
Zur Gattung Othelosoma zählen die folgenden Arten:
- Othelosoma africanum (von Graff, 1899)
- Othelosoma angolense (de Beauchamp, 1951)
- Othelosoma caffrum (Jameson, 1907)
- Othelosoma chinum (Marcus, 1955)
- Othelosoma conyum (Marcus, 1953)
- Othelosoma cylindricum (de Beauchamp, 1913)
- Othelosoma duplamaculosum Sluys & Neumann, 2017[3]
- Othelosoma evelinae Marcus, 1970
- Othelosoma flavescens (Jameson, 1907)
- Othelosoma gnaum Marcus, 1955
- Othelosoma gravelyi (de Beauchamp, 1930)
- Othelosoma hepaticarum (Jameson, 1907)
- Othelosoma hirudineum (de Beauchamp, 1930)
- Othelosoma huntum Marcus, 1955
- Othelosoma impensum Sluys & Neumann, 2017[3]
- Othelosoma joburgi Jones, 2004[4]
- Othelosoma kukkal (de Beauchamp, 1930)
- Othelosoma laticlavium Sluys & Neumann, 2017[3]
- Othelosoma lineaenigrum Sluys & Neumann, 2017[3]
- Othelosoma macrothylax (de Beauchamp, 1936)
- Othelosoma marcusi de Beauchamp, 1956
- Othelosoma marlieri de Beauchamp, 1956
- Othelosoma musculosum (de Beauchamp, 1930)
- Othelosoma nigrescens (Mell, 1904)
- Othelosoma notabile (von Graff, 1899)
- Othelosoma nyanga Jones & Cumming, 2005[5]
- Othelosoma polecatum Marcus, 1953
- Othelosoma pugum Marcus, 1953
- Othelosoma retractile (de Beauchamp, 1930)
- Othelosoma rudebecki Marcus, 1955
- Othelosoma saegeri Marcus, 1955
- Othelosoma sholanum (de Beauchamp, 1930)
- Othelosoma simile Sluys & Neumann, 2017[3]
- Othelosoma speciosum (von Graff, 1896)
- Othelosoma symondsii Gray, 1869
- Othelosoma torquatum (de Beauchamp, 1930)
- Othelosoma voleum Marcus, 1953
- Othelosoma wauzen Marcus, 1955